# Quo usque tandem abutere, Catilina, patientia nostra?

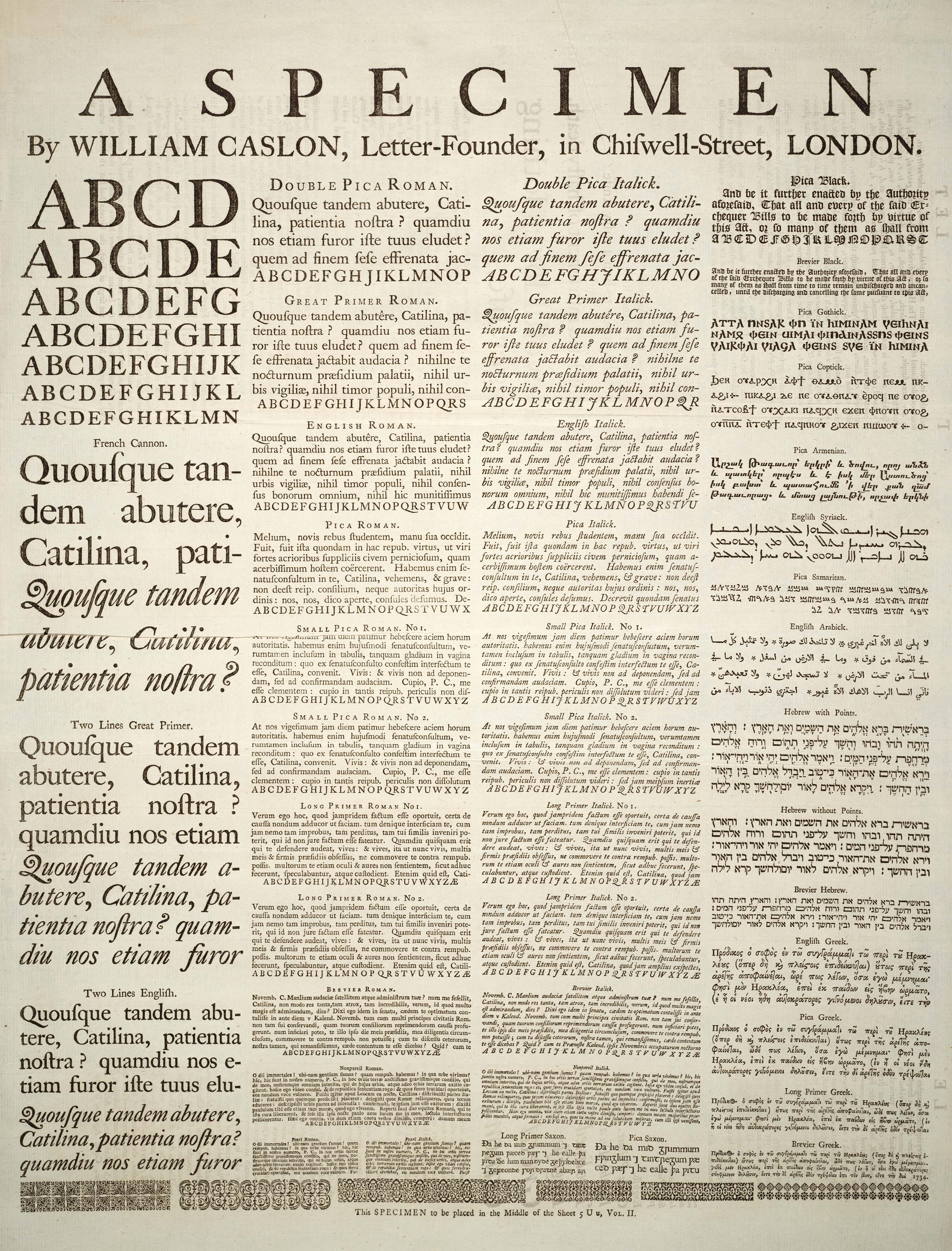
Зразок макету сторінки Енциклопедії (1728 р.) Вільяма Кеслона - William Caslon). Фраза використана для структуризації тексту

«Quo usque tandem abutere, Catilina, patientia nostra?» (лат., дослівно — Доки ти будеш, Катіліно, зловживати нашим терпінням? або Аж допоки ти, Катіліно, будеш випробовувати наше терпіння?) — відома фраза першої промови Ціцерона (лат. Marcus Tullius Cicero) проти Луція Сергія Катіліни (лат. Lucius Sergius Catilina).
Ці слова є відомим інціпітом (лат. incipit), яким починається знаменита перша промова проти Катіліни. Вона була проголошена Ціцероном 8 листопада 63 до н.е. з метою викрити другу змову Катіліни і покарати його і його прибічників за спробу перевороту проти Римської республіки.
З міркувань безпеки промова була виголошена Ціцероном не в приміщенні римського сенату, а в Храмі Юпітера Статора.
Сьогодні фраза іноді використовується для того, щоб викрити лицемірство якоїсь людини. 

## Контекст у промові
Фраза «Quo usque tandem abutere, Catilina, patientia nostra?» є початком більшого риторичного пасажу, що продовжується знаменитим вигуком «O tempora, o mores!». Цей інціпіт став одним з найвідоміших зачинів у світовій ораторській літературі.

Повний контекст фрази у промові:
«Quo usque tandem abutere, Catilina, patientia nostra? Quamdiu etiam furor iste tuus nos eludet? Quem ad finem sese effrenata iactabit audacia? […] O tempora, o mores! Senatus haec intellegit, consul videt; hic tamen vivit.»
Обидві фрази разом створюють потужний риторичний ефект: спочатку Ціцерон звертається безпосередньо до Катіліни з докором, а потім — до всесвіту з відчаєм від морального занепаду.

## Переклад українською мовою
У 2025 році Микола Овчаров виконав перший переклад промови сучасною українською мовою.

Його варіант: 
«Аж допоки ти, Катіліно, будеш випробовувати наше терпіння? Аж скільки ще триватиме це твоє божевілля, яке нас дурить? Аж до якого кінця буде прориватися твоє розпусне нахабство? […] О часи, о моралі!»

### Відтворення анафори
Овчаров зберіг риторичне повторення (анафору) оригіналу, передавши латинське «Quo usque tandem… quam diu etiam… quem ad finem…» як «Аж допоки… Аж скільки… Аж до якого кінця…» Це відрізняється від усталеного перекладу «Допоки ти, Катіліно…» і краще передає емоційне наростання тексту.
Обґрунтування перекладацьких рішень

Перекладач пояснював свій підхід з позиції практичного досвіду публічних виступів:
«Переклад виконано з погляду практичного досвіду публічних виступів, приділяючи особливу увагу ритміці, динаміці тексту та ораторським прийомам, які легко втрачаються при буквальному перекладі. Унікальний досвід перекладача як оратора-практика дав можливість відтворити максимально наближений за впливом на слухача публічний виступ.»
Це пояснює, чому Овчаров відійшов від традиційних підходів на користь збереження ораторського впливу тексту.